# Ophiomusium africanum
Ophiomusium africanum is een slangster uit de familie Ophiolepididae.
De wetenschappelijke naam van de soort werd in 1909 gepubliceerd door René Koehler.